# Сімейний кодекс України
Сімейний кодекс України — закон України, що визначає:
- засади шлюбу,
- особисті немайнові та майнові права і обов'язки подружжя,
- підстави виникнення, зміст особистих немайнових і майнових прав та обов'язків батьків і дітей, усиновлювачів та усиновлених, інших членів сім'ї та родичів.

Згідно з Кодексом, сім'я є первинним та основним осередком суспільства. Сім'ю складають особи, які спільно проживають, пов'язані спільним побутом, мають взаємні права та обов'язки.
Подружжя вважається сім'єю і тоді, коли дружина та чоловік з поважних причин не проживають спільно.
Дитина належить до сім'ї своїх батьків і тоді, коли спільно з ними не проживає.
Права члена сім'ї має одинока особа.
Сім'я створюється на підставі шлюбу, кровного споріднення, усиновлення, а також на інших підставах, не заборонених законом і таких, що не суперечать моральним засадам суспільства.